# 小阿德納·霞飛
小阿德納·霞飛（Adna Romanza Chaffee Jr.，1884年09月23日—1941年08月22日）是美国陆军兩星少将，因為他對美國裝甲部隊的發展起著關鍵作用而被稱為美國裝甲部隊之父。
小阿德納·霞飛將軍出生於阿肯色州的軍人家庭。他的父親是美國陸軍中將。小霞飛於1906年在西点军校畢業後作為騎兵中尉加入軍隊服役。
在第一次世界大戰中，他作為陸軍少校加入约翰·潘兴將軍的第四軍並參與其在法國默兹省聖米耶鎮對德軍發動的攻擊。之後，霞飛作為上校加入第三軍。
大戰結束以後，霞飛回到美國本土，恢復了其正常的騎兵上尉軍銜進入軍校成為了一名講師。在20世紀20年代，他幫助陸軍發展了裝甲部隊概念。他在1927年就預言機械化部隊會在下一場戰爭中成為主要角色。因此，在其之後的軍事生涯中，他主導了陸軍在裝甲部隊的實驗性發展。1938年，霞飛成為美軍騎兵第七旅的指揮官。該部隊為當時美國唯一一支裝甲部隊。在這段期間，蔣緯國赴美考察，據蔣緯國自述，他與霞飛在裝甲部隊發展上進行過討論。
當第二次世界大戰爆發之後，法國陸軍在1940年的潰敗證明霞飛將軍之前的預言的準確性。
霞飛將軍因癌症於1941年8月22日在波士頓去世，享年56歲。他與他的妻子埋葬在阿靈頓國家公墓，他的父親霞飛中將的陵墓旁邊。

## 紀念
美國在第二次世界大戰中使用的M24霞飛坦克輕戰車即以他的名字命名。除此之外，美國各地多處建築物都以霞飛將軍名字作為命名。

## 外部連結
- Army.mil: Adna Chaffee Jr.
- ArlingtonCemetery.net: Adna Chaffee Jr. （页面存档备份，存于）
- （页面存档备份，存于）
- （页面存档备份，存于）